# Frank Schlesinger
Frank Schlesinger (født 11. maj 1871 i New York, død 10. juli 1943 i Old Lyme, Connecticut) var en amerikansk astronom.
Schlesinger studerede astronomi i Columbia og Pittsburgh, var 1899—1903 ansat ved International Latititude Observatory i Ukiah, Californien, 1903—05 astronom ved Yerkes Observatory; 1905 blev han direktør for Alleghany Observatory i Pittsburgh og var fra 1920 direktør for Yale University Observatory i New Haven, Connecticut. 
Schlesinger har publiceret talrige afhandlinger i videnskabelige journaler, blandt andet i Astrophysical Journal, hvor han var medarbejder, og i Publications of the Alleghany Observatory, hvoraf han har udgivet I—V (1910—20), over reduktion af fotografiske plader, stjerneparallakser (Photographic determinations of parallaxes of stars 1919 1923), variation af polhøjden samt spektroskopiske dobbeltstjerner.
Schlesinger har sammen med Ida Barney udsendt Catalogue of the Positions and Proper Motions of 8359 Stars (Trans. Yale Observatory IV, 1925), en fotografisk genobservation af Astronomische Gesellschafts katalog for zonen + 50° — + 55°. Sammen med Hudson, Jenkins og Barney har Schlesinger udsendt Catalogue of 5833 Stars, — 2° to + 1° (Trans. Yale Observatory V), en fotografisk genobservation af Astronomische Gesellschafts tilsvarende zone. 
I en artikel The Effect of a Star’s Color upon its Photographic Position (Astrophysical Journal XXXVI) har Schlesinger påvist ud fra erfaringer indhøstet ved Albany-zonens fotografiske genobservation, at der ved de hvide stjerner viser sig en større deklinationsforskel, der er afhængig af eksponeringstiden, hvilket har betydning ved beregning af egenbevægelser og trigonometriske parallakser. 
Schlesinger har endvidere udsendt en General Catalogue of Parallaxes (1924), der for 1870 stjerner indeholder grov position, størrelse, spektrum og trigonometrisk parallakse. Schlesinger har konstrueret et måleapparat for fotografiske plader og en komparator for himmelfotografier, der anvendes meget på Harvard-observatoriet. I 1925 oprettede Schlesinger en filial af Yale-observatoriet i Johannesburg, Sydafrika.